# Victoria Eugenia av Battenberg
Victoria Eugenie Julia Ena av Battenberg, född 24 oktober 1887, död 15 april 1969, var Spaniens drottning 1906 mellan 1931 som gift med kung Alfons XIII av Spanien.

## Biografi
Victoria Eugenia var dotter till prins Heinrich av Battenberg och Beatrice av Storbritannien och sålunda dotterdotter till drottning Viktoria av Storbritannien. Victoria Eugenias fjärde dopnamn skulle ha varit Eva, men prästen som skulle döpa henne läste fel, och hon blev istället döpt till Ena; det blev i fortsättningen hennes namn inom familjen, och det namn som hon var känd under i Storbritannien. Hennes mormor, drottning Viktoria, hade gett sitt tillstånd till föräldrarnas giftermål på villkor att hennes dotter Beatrice fortsatte bo hemma hos henne, vilket fick till följd att Victoria Eugenie föddes och växte upp vid det brittiska hovet. Efter drottning Viktorias död 1901 bodde familjen på Kensington Palace i London.

### Drottning
Victoria Eugenia presenterades för Alfons XIII på en middag på Buckingham Palace 1905. Hans mor Maria Kristina ogillade initialt det föreslagna äktenskapet därför att bruden var protestant, och hon föredrog att Alfons gifte sig med någon ur dynastin Habsburg. Victoria Eugenias morbror kung Edward godkände däremot äktenskapet. Våren 1906 gjorde hon och hennes mor ett besök på den franska Rivieran, där de träffade Alfons och därefter hans mor. Den 5 mars 1906 konverterade Victoria Eugenia officiellt till katolicismen på Miramar-palatset i San Sebastián, och 5 maj 1906 eklaterades förlovningen. Bröllopet möttes med ett visst ogillande i Storbritannien på grund av hennes konvertering.
Victoria Eugenia gifte sig 31 maj 1906 i på Monasterio de San Jerónimo el Real Madrid med Alfons XIII av Spanien. Hennes familj samt prinsen och prinsessan av Wales närvarade vid bröllopet. Under bröllopet utsattes kungaparet av ett attentat, då anarkisten Mateu Morral kastade en bomb mot deras vagn från en balkong. Paret överlevde utan skador, men en av deras vakter omkom och hans blod stänkte över brudens klänning.
Äktenskapet blev efter hand olyckligt, beroende på dels Alfonsos otrohet, dels att kungen aldrig kunde acceptera att två av sönerna föddes med blödarsjuka. Sonens sjukdom märktes då han blev omskuren, då det noterades att han inte slutade blöda. Blödarsjukan kom från moderns familj, och detta faktum hade en svår åverkan både på kungaparets personliga relation och på Victoria Eugenias popularitet, då skulden för tronföljarens allvarliga hälsotillstånd lades på henne. Efter kungaparets sista barns födelse 1914 umgicks makarna bara i officiella sammanhang. Alfonso hade en rad kärleksaffärer. År 1916 förvisades Victoria Eugenias kusin Beatrice av Saxe-Coburg-Gotha, som var gift med Alfonsos kusin, från Spanien. Ryktet påstod att Beatrice förvisades på grund av en kärleksaffär med Alfonso, men i själva verket ska det ha varit för att hon hade avböjt hans närmanden. Oavsett utvecklades denna affär till en stor skandal.
Victoria Eugenia åtnjöt ingen stor popularitet som drottning. Hon utförde de uppgifter som ansågs självklara för en drottning och engagerade sig i välgörenhet, sjukvård, utbildningsfrågor och att agera beskyddare för olika ändamål och närvara vid offentliga högtider. Hon deltog i omorganisationen av den spanska röda korset och en staty restes över henne i Barcelona 1929 som en tribut till detta. Hon grundade sjukvårdsskolor i Sevilla och Barcelona och var engagerad i kampen mot cancer och tuberkulos. Under första världskriget engagerade hon sig i bistånd för krigets offer. Hon fick 1923 den Gyllene rosen av påven.

### Senare liv
Kungaparet lämnade landet i samband med utropandet av den Andra spanska republiken 14 april 1931: när det republikanska partiet vann valet, såg kungen det som klokast att lämna landet för att undvika ett inbördeskrig mellan republikaner och monarkister. Det före detta kungaparet separerade permanent efter att de lämnat Spanien. Victoria Eugenia bosatte sig i Schweiz, medan Alfons föredrog att bo i Rom. 1968 gjorde Victoria Eugenia ett kort återbesök i Spanien, i samband med dopet av dåvarande tronföljaren Juan Carlos son, Felipe.

## Eftermäle
Flera landmärken fick sitt namn efter henne, så som Madrids neoklassiska bro "Puente de la Reina Victoria" 1909 och teatern "Teatro Victoria Eugenia" i San Sebastián 1912.

## Barn
1. Infante Don Alfons, prins av Asturien, 1907–1938; blödarsjuk, avstod från tronföljden 1933), gift med 1) Edelmira Ocejo y Robato (skilda) 2) Marta Rocafort y Altazarra
2. Don Jaime, 1908–1975; såsom döv avstod han från tronföljden 1933), gift med 1) Emanuella de Dampierre (skilda), 2) Charlotte Tiedemann. Hans son Alfonso (1936–1989) var spansk ambassadör i Sverige och gift med Francos dotterdotter Maria del Carmen
3. Infanta Doña Beatriz, 1909–2002, gift med prins Alessandro Torlonia di Civitelli
4. Fernando, född och död 1910
5. Infanta Doña Maria Christina, 1911–1996, gift med greve Enrico Marone
6. Infante Don Juan, greve av Barcelona, 1913–1993
7. Infante Don Gonzalo, 1914-1934; blödarsjuk